# Soffitto della chiesa di San Giuseppe dei Falegnami

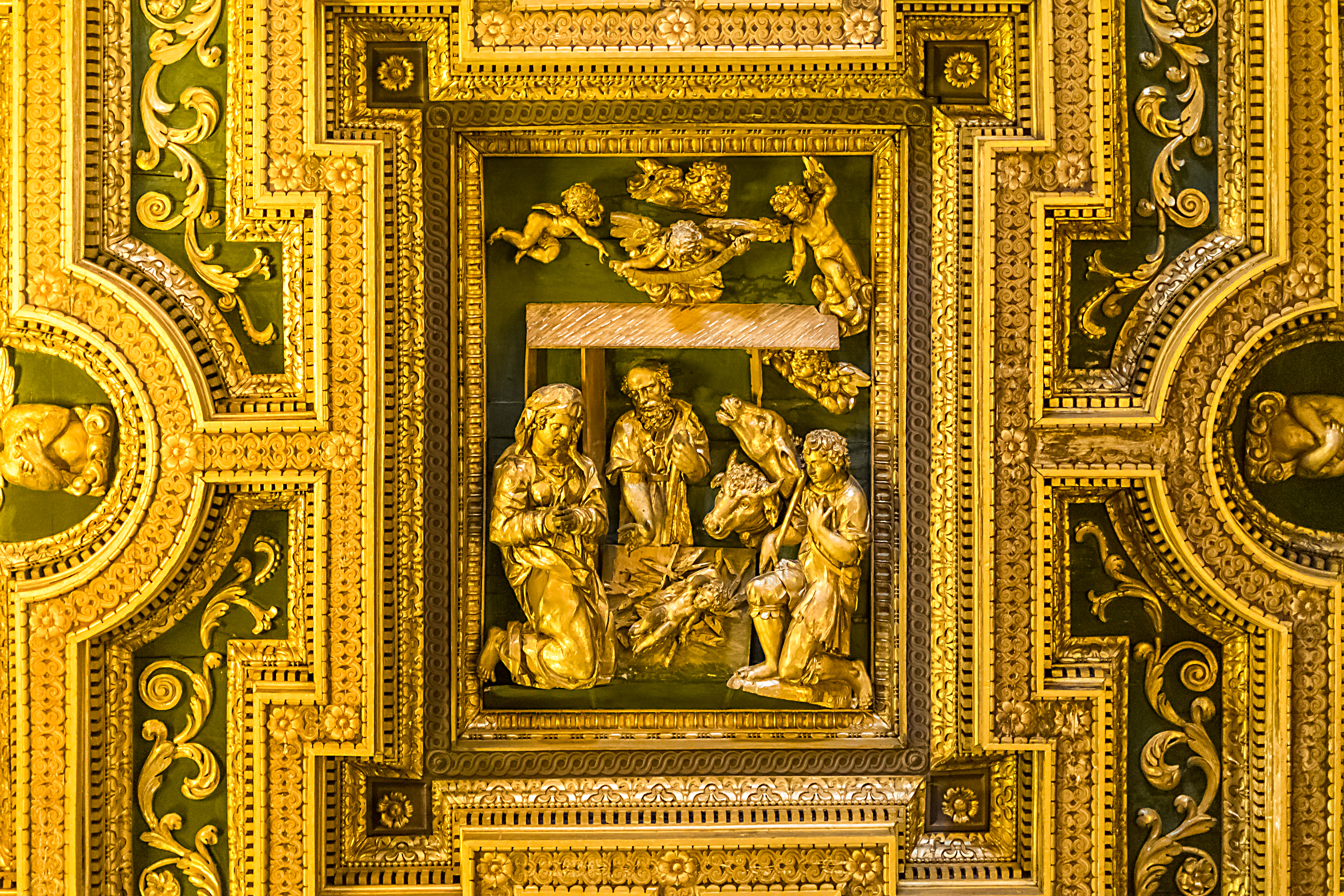
La Natività.

Il soffitto della chiesa di San Giuseppe dei Falegnami, realizzato a cassettoni di legno scolpito e decorato a lamina d'oro zecchino, è un gioiello di arte barocca a Roma. Era stato commissionato dalla Confraternita dei Falegnami e realizzato intorno al 1611 da Giovan Battista Montano, scultore e architetto milanese, cui nel 1602 erano stati affidati i lavori di completamento della chiesa. L'opera è stata gravemente danneggiata il 30 agosto 2018 per il crollo improvviso del tetto della chiesa.
Nel crollo dei due terzi del soffitto sono andati perduti il 50% degli elementi seriali (cornici, dentelli, ecc.) e il 10% delle sculture. Il restauro in corso dal 2019 prevede la pulizia e il restauro delle parti recuperate e l'integrazione con gli stessi materiali di quelle mancanti.

## Descrizione
Il soffitto, ad altorilievo, fu realizzato su un disegno complesso: aveva al centro una Natività, inserita in una cornice poligonale, aggettante e sottolineata da rosette e da un fine perlato e da esterni ornati d'acanto, da cui scaturivano quattro figure angeliche che segnavano gli angoli della cornice centrale. La scena della Natività si svolgeva sotto il semplice tetto poligonale della capanna, intorno al quale volava un coro di angeli con il cartiglio della Gloria; un pastore era inginocchiato a lato di Gesù ed espressive, realistiche, erano le teste del bue e dell'asinello. In armonia con il sistema tripartito della facciata della chiesa, disegnata dallo stesso Montano, altre due cornici laterali - di uguale disegno fra loro, ma di minore grandezza e di profilo diverso rispetto a quella centrale - contenevano altre due scene, realizzate ad altorilievo: San Giuseppe col Bambino (presso la parete di fondo) e Sacra Famiglia (presso la controfacciata). Nei quattro campi angolari di forma quadrata vi era lo stemma della Confraternita dei Falegnami. La foglia d'oro zecchino impreziosiva il soffitto, in un gioco di luci che evidenziavano i rilievi più aggettanti e la geometria delle cornici, rispetto allo sfondo che rimaneva in ombra, con la sua doratura appannata da una patina scura.
Secondo la tradizione, unicamente la scena centrale, con la Natività, era stata interamente scolpita da Giovan Battista Montano; mentre tutto il resto del soffitto ligneo era stato realizzato dalla sua bottega su suo preciso disegno; in particolare Melchiorre Van Boon si sarebbe occupato delle altre due scene ad altorilievo.

## Galleria d'immagini

Com'era l'interno della chiesa
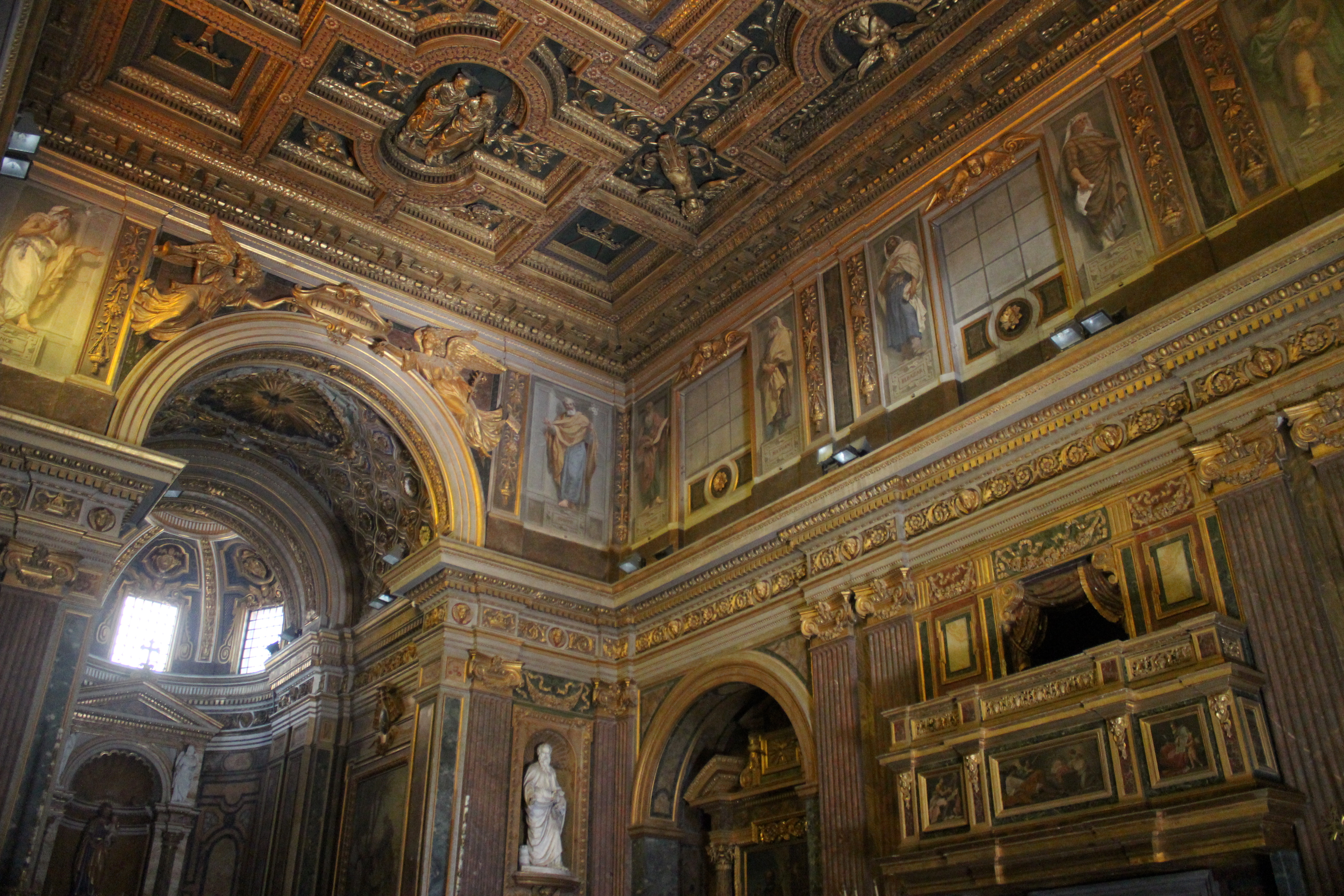
Interno - abside
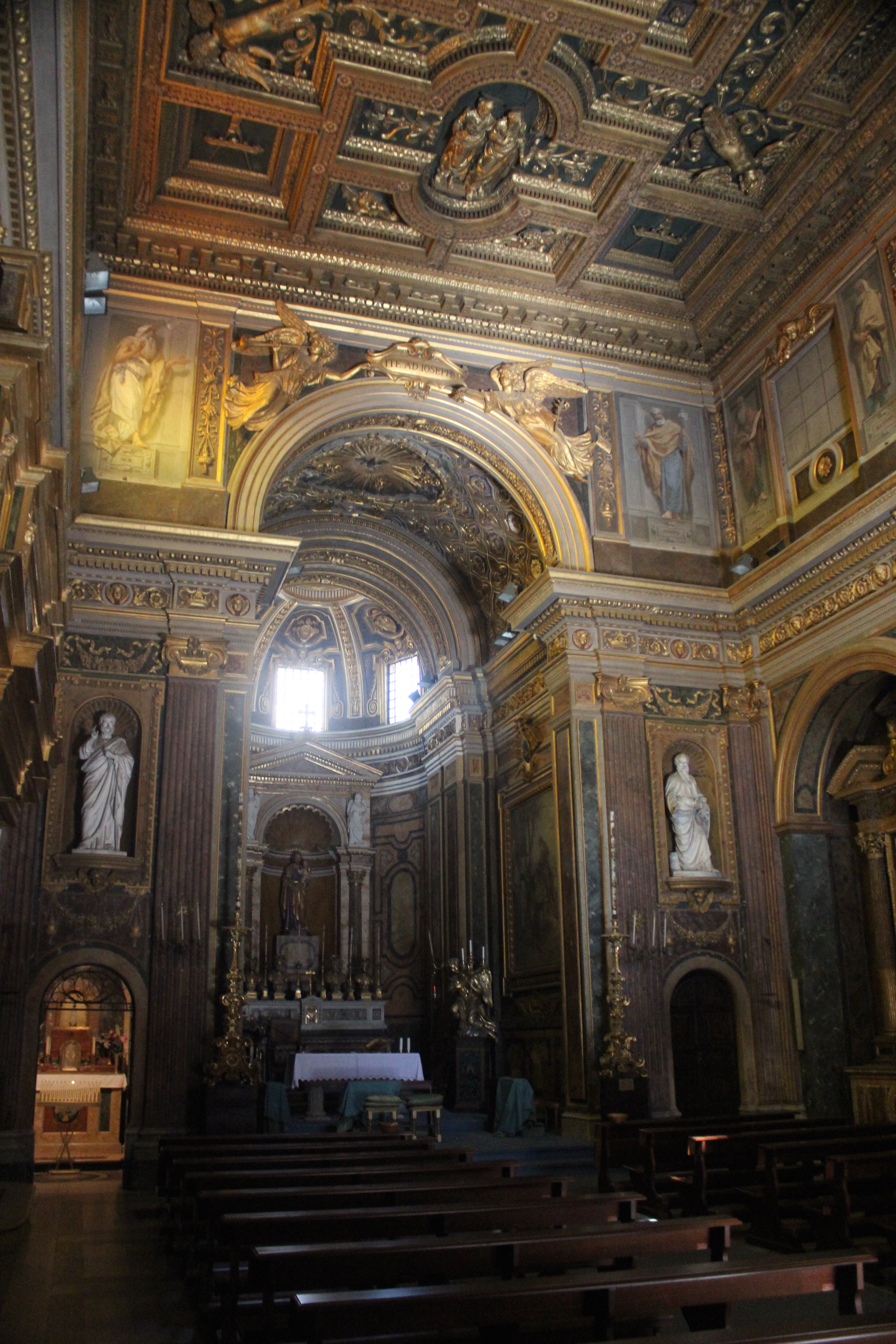
Interno - abside
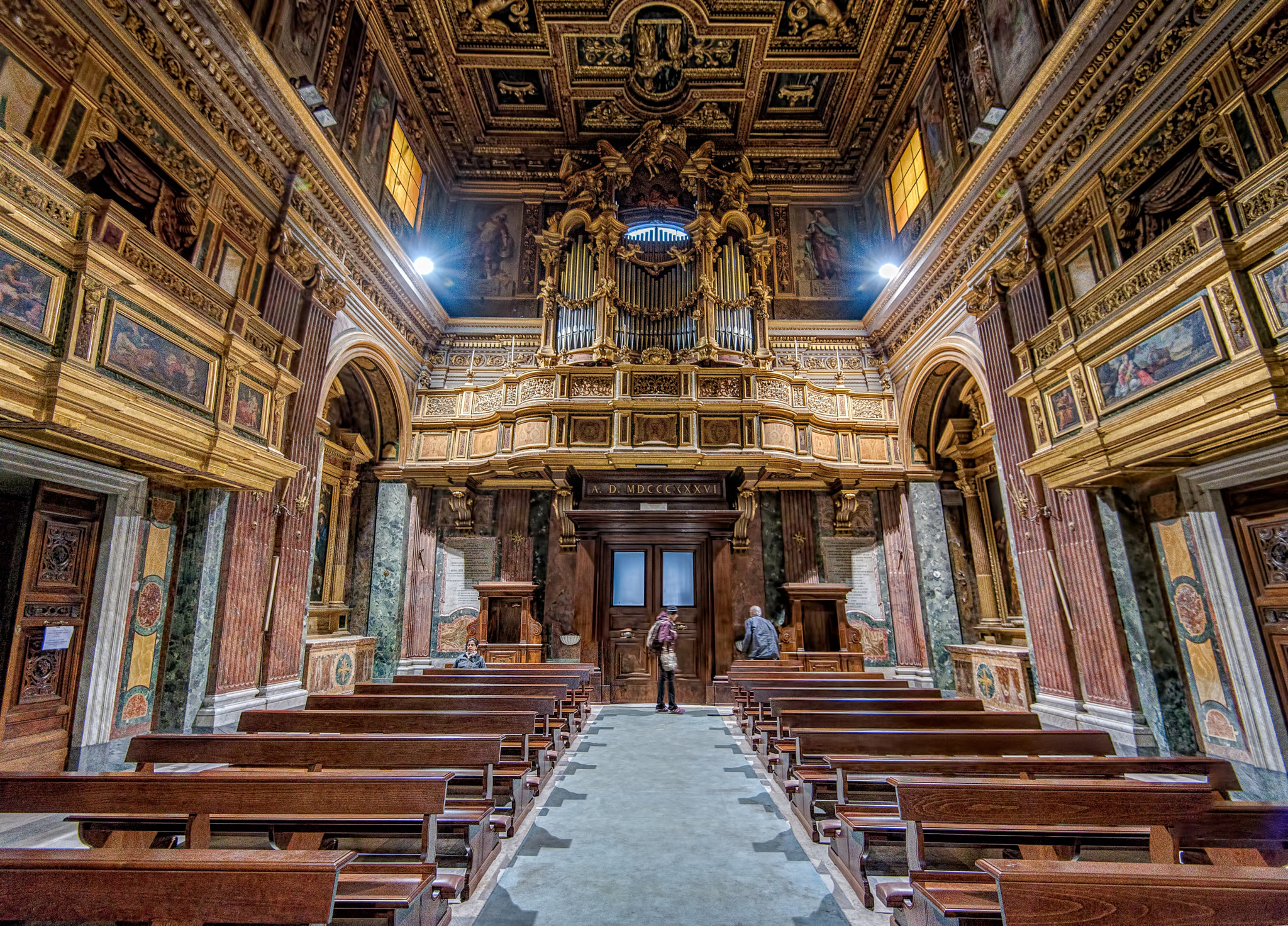
L'organo settecentesco nella controfacciata